# M200-as autóút (Magyarország)
Az M200-as autóút egy tervezett magyarországi gyorsforgalmi út, amely célja, hogy tehermentesítse az M0-s körgyűrű forgalmát, és összekapcsolja az M1-es és az M7-es autópályát Székesfehérvár térségében, majd Sárbogárdtól az M8-as hálózatába kapcsolódjon.

## Történeti háttér és kezdeményezés
A projekt előzménye az úgynevezett M81-es terv volt, azonos nyomvonalú gyorsforgalmi útként Komárom és Székesfehérvár között. Ez később adottságait, elnevezését és paramétereit tekintve átalakult, és M200-as néven tervezik tovább.
A terv 2020-ban került ismét a napirendre, az érintett települések (pl. Kisbér, Csép, Ete) polgármesterei részvételével egyeztetések zajlanak a nyomvonalról és környezetvédelmi engedélyről.

## Nyomvonal és műszaki jellemzők
Az út tervezett nyomvonala az M1-es autópályától indul Székesfehérvár nyugati elkerülőjéig, ez a mintegy 60 km hosszú első szakasz UVATERV Zrt. által készített tanulmányterv keretében vizsgálati fázisban van. 
110 km/h tervezési sebességre alkalmas 2×2 sávos autóút, széles leállósávokkal. 
Főbb csomópontok: M1–M7 összekötés, majd Sárbogárdnál csatlakozás az M8-as gyorsforgalmi úthoz.

## Projekt státusza és ütemezés
A tanulmányterv korszerűsítése 2024 márciusára volt várható, majd körülbelül háromhónapos bírálati szakasz követte. Várható környezetvédelmi engedély-módosítás: 2024 ősz, építési engedélyezési dokumentáció elkészülése: 2024 év vége–2025 ősz. 
Az építési engedély megszerzése után indulnak majd a terepi felmérések, geotechnikai vizsgálatok, tulajdon-átalakítási folyamatok (kisajátítás). A tényleges építési munkák előreláthatólag 2027 és 2030 között kezdődhetnek.